# Булахов Олексій Юрійович
Олексі́й Ю́рійович Булахов — український військовослужбовець, полковник, командир 35-ї окремої бригади морської піхоти.

## Життєпис
Командував повітряно-десантною службою 36-ї окремої бригади морської піхоти ім. контр-адмірала Михайла Білинського, а в березні 2020 року тимчасово виконував обов'язки заступника командира бригади.
На початку повномасштабного вторгнення перебував в Маріуполі у складі 36 ОБрМП. В квітні 2022 захоплений в полон на заводі імені Ілліча. Обміняний 26 вересня 2022.
У 2025 році призначений командиром 35-ї окремої бригади морської піхоти.

## Нагороди
- орден «За мужність» ІІІ ступеня (2022) — за особисту мужність, виявлену у захисті державного суверенітету та територіальної цілісності України, незламність духу і вірність військовій присязі.[2]